# 大島駿
大島 駿（おおしま はやし、1887年（明治20年）12月19日 - 1970年（昭和45年）9月6日）は、日本の陸軍軍人。最終階級は陸軍中将。毒ガス兵器の研究者。

## 経歴
佐賀県出身。農業・大島幸三郎の三男として生まれる。佐賀中学校（現佐賀県立佐賀西高等学校）、大阪陸軍地方幼年学校、中央幼年学校を経て、1910年（明治43年）5月、陸軍士官学校（22期）を卒業。同年12月、砲兵少尉に任官し近衛野砲兵連隊付となる。1913年（大正2年）11月、陸軍砲工学校高等科（19期）を優等で卒業した。陸軍派遣学生として東京帝国大学工科大学応用科学科で学び、1917年（大正6年）7月に卒業した。
1917年12月、近衛野砲兵連隊大隊副官に就任。東京砲兵工廠付、陸軍科学研究所員を務め、1919年（大正8年）10月、砲兵大尉に昇進。1921年（大正10年）2月、臨時毒瓦斯調査委員に就任し、1924年（大正13年）4月、仏独に出張し、1927年（昭和2年）12月に帰国。この間、1925年（大正14年）8月、砲兵少佐に進級。その後、科学研究所員を経て、1928年（昭和3年）8月、陸軍造兵廠火工廠忠海兵器製造所長に就任。1930年（昭和5年）3月、砲兵中佐に進む。火工廠作業課長を務め、1934年（昭和9年）8月、砲兵大佐に昇進。
1934年12月、板橋火薬製造所長に就任し、陸軍省兵器局銃砲課長、陸軍造兵廠作業部長を経て、1938年（昭和13年）3月、陸軍少将に進み陸軍科学研究所第2部長に就任。1939年（昭和14年）3月、火工廠長に転じ、1940年（昭和15年）4月、組織変更により東京第二陸軍造兵廠長に就任。同年12月、陸軍中将に進級し、1943年（昭和18年）12月、予備役に編入された。
1944年（昭和19年）1月、化学工業統制会理事に就任した。

## 栄典
位階
- 1911年（明治44年）3月10日 - 正八位[7]
- 1914年（大正3年）2月10日 - 従七位[8]
- 1919年（大正8年）3月20日 - 正七位[9]
- 1924年（大正13年）5月15日 - 従六位[10]

勲章
- 1940年（昭和15年）8月15日 - 紀元二千六百年祝典記念章[11]